# Palazzo Giustinian Lolin
Palazzo Giustinian Lolin è un palazzo di Venezia, ubicato nel sestiere di San Marco e affacciato sul Canal Grande, vicino a Campo Santo Stefano e al Ponte dell'Accademia.

## Storia
Il palazzo attuale fu edificato nel XVII secolo, su progetto del grande architetto veneziano Baldassare Longhena, del quale è opera giovanile; tuttavia l'edificio era di antica fondazione, risalente al XIV secolo. Fu la dimora della famiglia Giustinian Lolin a San Vidal.
Il palazzo nell'Ottocento passò di proprietà a diverse famiglie, finché divenne casa della famiglia di Ugo ed Olga Levi, intorno ai quali si raccolse un salotto culturale che ebbe illustri frequentatori, tra cui Gabriele D'Annunzio. Attualmente vi trova sede la Fondazione Ugo e Olga Levi, nata per volontà dei coniugi Levi nel 1962 ed impegnata nel campo degli studi musicali.
Dal 2010, la parte principale del Palazzo è diventata sede di rappresentanza del Gruppo Permasteelisa, azienda del settore degli involucri architettonici.

## Descrizione
La facciata del palazzo si mostra simmetrica e segue un impianto classico, con due serliane sovrapposte in posizione centrale ai due piani nobili (di ordine ionico al primo piano, di ordine corinzio al secondo), alle quali corrisponde, al pian terreno, il portale d'ingresso sul canale; tutte aperture abbellite da un mascherone, le serliane dotate di parapetto.
Le restanti aperture sono monofore a tutto sesto con balaustra e mascherone in chiave di volta.
Nel sottotetto è presente un ammezzato, sopra il quale corre un cornicione dentellato; sul tetto si innalzano due caratteristici pinnacoli a forma di obelisco, caratteristica ritrovabile anche in altri tre palazzi del Canal Grande, come Palazzo Belloni Battagia, progetto dello stesso Longhena, Palazzo Balbi e Palazzo Papadopoli.